# Еторе Мамбрети
Еторе Мамбрети (Бинаско, 5. јануар 1859 — Рим, 12. новембар 1948) је био италијански генерал.

## Биографија
Рођен је у Бинаску. Учествује у Италијанско-етиопском рату (1895—1896). Истакао се у бици код Адве. Од 1905. године командује пуком, а од 1911. године бригадом са којом учествује у освајању Либије (Италијанско-турски рат). У Првом светском рату командује дивизијом у бици код Азијага и Арсијера (мај-јун 1916). Крајем исте године је на челу новоформиране италијанске 6. армије која је водила борбе у северној Италији ради освајања планинског масива Ортигара (10-25. јун 1917). После рата се налазио на разним дужностима у војнотериторијалним командама. Изабран је за сенатора 1929. године. Пензионисан је 1931. године. Умро је у Риму.